# Melolobium subspicatum
Melolobium subspicatum é uma espécie vegetal da família Fabaceae.
Apenas pode ser encontrada na África do Sul.
Os seus habitats naturais são: campos de gramíneas subtropicais ou tropicais secos de baixa altitude.
Está ameaçada por perda de habitat.